# Uleomyces tapirirae
Uleomyces tapirirae är en svampart som först beskrevs av F. Stevens & Weedon, och fick sitt nu gällande namn av Franz Petrak 1927. Uleomyces tapirirae ingår i släktet Uleomyces och familjen Cookellaceae.   Inga underarter finns listade i Catalogue of Life.